# 西内村
西内村（にしうちむら）は長野県小県郡にあった村。現在の上田市平井・西内・鹿教湯温泉にあたる。

## 地理
- 山：独鈷山、富士山、大明神岳、渋田見山
- 河川：内村川

## 歴史
- 1876年（明治9年）8月 - 近世以来の高梨村・平井村が合併して西内村となる。
- 1882年（明治15年） - 西内村の一部が分立して平井村となる。
- 1889年（明治22年）4月1日 - 町村制の施行により、平井村・西内村の区域をもって発足。
- 1954年（昭和29年）10月1日 - 丸子町に編入。同日西内村廃止。

## 名所・旧跡・観光スポット・祭事・催事
- 鹿教湯温泉
- 霊泉寺温泉
- 大塩温泉
- 西内のシダレグリ自生地（国の指定天然記念物）